# Contamine-Sarzin
Contamine-Sarzin è un comune francese di 571 abitanti situato nel dipartimento dell'Alta Savoia della regione dell'Alvernia-Rodano-Alpi.

## Società

### Evoluzione demografica
Abitanti censiti